# 피네롤로 올림피카역
피네롤로 올림피카역(이탈리아어: Stazione di Pinerolo Olimpica)은 이탈리아 북서부의 피에몬테주에 있는 피네롤로 타운과 코무네를 운행한다. 역은 토리노-피네롤로-토레 필레체 철도의 통과 역이다.
2012년부터 토리노 광역시 철도 서비스의 일부인 SFM2 노선에 서비스를 제공한다.

## 개요
역은 2006년 1월 31일 기존 노선 옆에 건설했으며, 이름을 따온 2006년 동계 올림픽을 계기로 지어졌다.
정류장은 다소 단순한 구조가 특징이다. 기존 선로 옆에 지어진 안벽과 부분적으로 금속과 유리 캐노피로 덮인 안벽으로 구성되어 있다. 후자 아래에는 사용자를 위한 몇 가지 서비스가 있다. 두 개의 벤치, 두 개의 바구니 및 종이판의 시계 프레임을 보관하는 게시판이 있다.
역 입구는 지하도 역할을 하는 장애인용 경사로 옆에 있는 계단과 피네롤로의 인근 고등학교뿐만 아니라 아래의 환승 주차장과 연결되어 있다.

## 운행편
이 역은 피에몬테주와 규정된 서비스 계약에 따라 트렌이탈리아가 수행하는 토리노 광역시 철도 서비스인 피네롤로-키바소의 2호선 22쌍 모두가 매일 운행한다.
| 토리노 SFM                       | 토리노 SFM | 토리노 SFM    |
| -------------------------------- | ---------- | ------------- |
| 피스치나 디 피네롤로 키바소 방면 | SFM2       | 피네롤로 방면 |

## 환승
정류정 근처에서 쉽게 버스를 갈아탈 수 있다.